# Tempio di Vesta

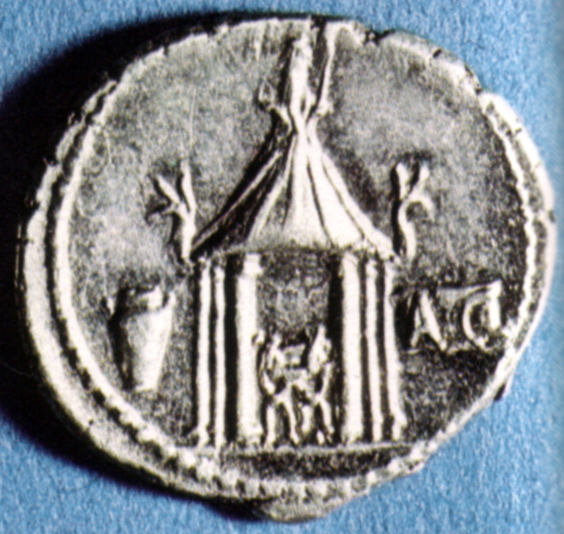
Denario di Quinto Cassio Longino con il tempio di Vesta

Il tempio di Vesta è un piccolo tempio rotondo (tholos) situato all'estremità orientale del Foro Romano a Roma, lungo la via Sacra accanto alla Regia ed alla Casa delle Vestali: insieme a quest'ultimo edificio costituiva un unico complesso religioso, con il nome di atrium Vestae.

## Storia

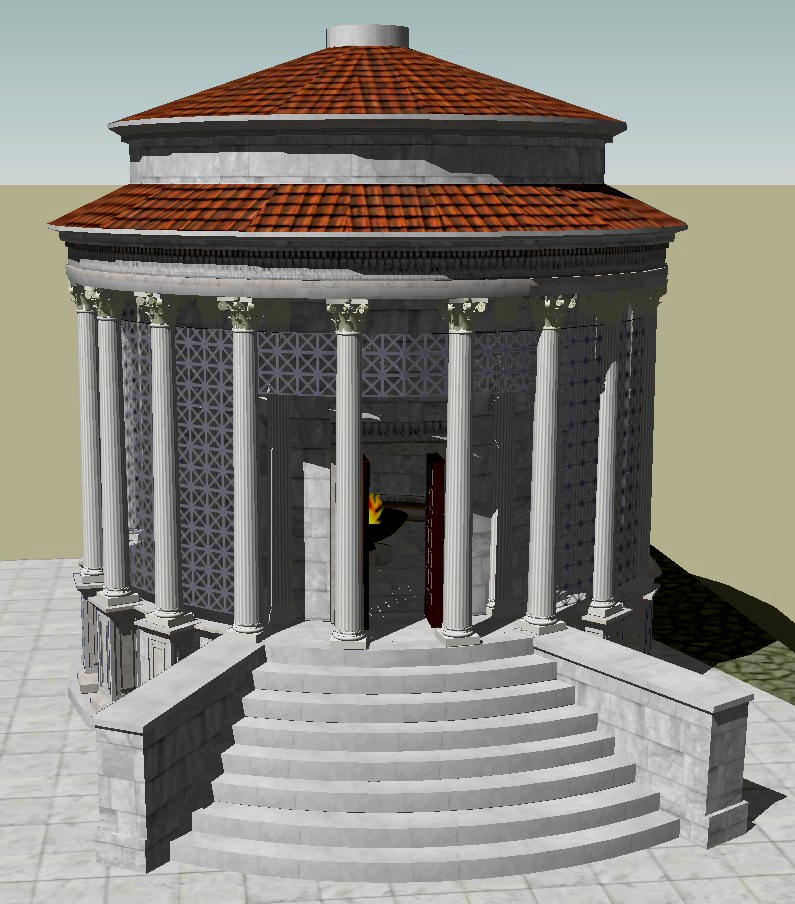
Ricostruzione del tempio

Il tempio di Vesta è probabilmente tra i più antichi di Roma, risalente forse all'epoca in cui la città era ancora limitata al Palatino e costituita da un'aggregazione di villaggi e quindi prima della realizzazione del Foro. Secondo la tradizione romana la decisione della sua costruzione si deve a Numa Pompilio.
Il tempio, che non conteneva alcuna immagine della divinità, custodiva il fuoco sacro, la cui conservazione era un problema che comportava delle notevoli difficoltà; sia Virgilio che Ovidio riferiscono che all'epoca si otteneva col primitivo e laboriosissimo sistema dello sfregamento delle selci. Da qui la necessità di realizzare una struttura “pubblica” che fosse finalizzata alla conservazione, con personale addetto, di una risorsa sempre disponibile per i bisogni dell'intera comunità. Per la mentalità antica era quasi una logica conseguenza che la struttura divenisse tempio ed il personale assumesse il ruolo di sacerdote (nello specifico, sacerdotesse). Il tempio diventava così simbolo di aggregazione della comunità e dispensario di un bene primario.
Quando, da Servio Tullio in poi, il processo di aggregazione urbana coinvolse anche le genti stanziate sui colli vicini, il simbolo stesso dell'aggregazione assunse una forte connotazione politica. Non essendo pertanto più possibile mantenerlo limitato al nucleo Palatino, venne trasferito nell'area che sarebbe poi diventata il Foro e che stava assumendo la caratteristica di luogo d'incontro e di scambio commerciale tra le genti circonvicine, sul tipo dell'agorà greca.
Il significato del tempio era anche quello di rappresentare il focolare domestico più importante, connesso alla vicina casa del re, che rappresentava tutti i focolari dello Stato. Le prime sacerdotesse incaricate di sorvegliare il sacro fuoco erano le Vestali, che in seguito divennero l'unico sacerdozio femminile a Roma. Esse erano sei, con vari compiti, e provenivano tutte da famiglie del patriziato. Restavano vestali per trent'anni, a partire dai 6 o 10 anni, e dovevano rispettare un severo voto di verginità, pena la morte per seppellimento essendo sacrilego versare il sangue di una vestale. In cambio ricevevano prestigio, tributi pecuniari e onorifici, oltre a una numerosa serie di privilegi.
Gli autori antichi riportano concordemente l'origine del tempio di Vesta nell'età regia, ma, a causa probabilmente della costante presenza del fuoco, il tempio, nella sua sistemazione all'interno del Foro, subì numerose distruzioni per incendio e fu più volte ricostruito, mantenendo sempre l'identica pianta, ma aumentando in altezza.
Il tempio fu interessato dagli incendi del 241 a.C. e del 210 a.C. (in seguito al quale si ebbe un esteso rimaneggiamento anche della casa delle Vestali). Alla successiva ricostruzione del tempio appartenevano probabilmente i resti di una profonda fondazione circolare in cementizio. Questa era dotata di una fossa centrale, che costituisce forse il ricettacolo di oggetti sacri del culto, di cui parla Varrone (penus Vestae, passo conservato nell'opera di Festo, 296 L), ovvero la fossa per le ceneri del fuoco sacro
Dopo l'incendio del 192 il tempio venne nuovamente ricostruito sotto il regno di Commodo da Giulia Domna, moglie del futuro imperatore Settimio Severo, nella forma attuale, conservando tuttavia la parte bassa (il podio e i piedistalli delle colonne e forse anche i loro fusti e basi) che si doveva essere preservata.
Quando il cristianesimo divenne religione di stato, Teodosio I nel 391 vietò i culti pagani, quindi anche il culto di Vesta, con una serie di decreti che miravano a perseguitare i conservatori della religione tradizionale romana. Il sacro fuoco venne spento e l'ordine delle Vestali venne sciolto.
Dopo l'età romana il tempio era ancora conservato nel 1549, secondo la testimonianza dell'erudito Onofrio Panvinio, ma più probabilmente si trattava dell'errata attribuzione del Tempio di Ercole Vincitore, a lungo creduto il Tempio di Vesta.
La sua riscoperta, e successiva identificazione, si deve agli scavi archeologici condotti nel Foro Romano nel 1872, 1882 e 1901.

## Descrizione

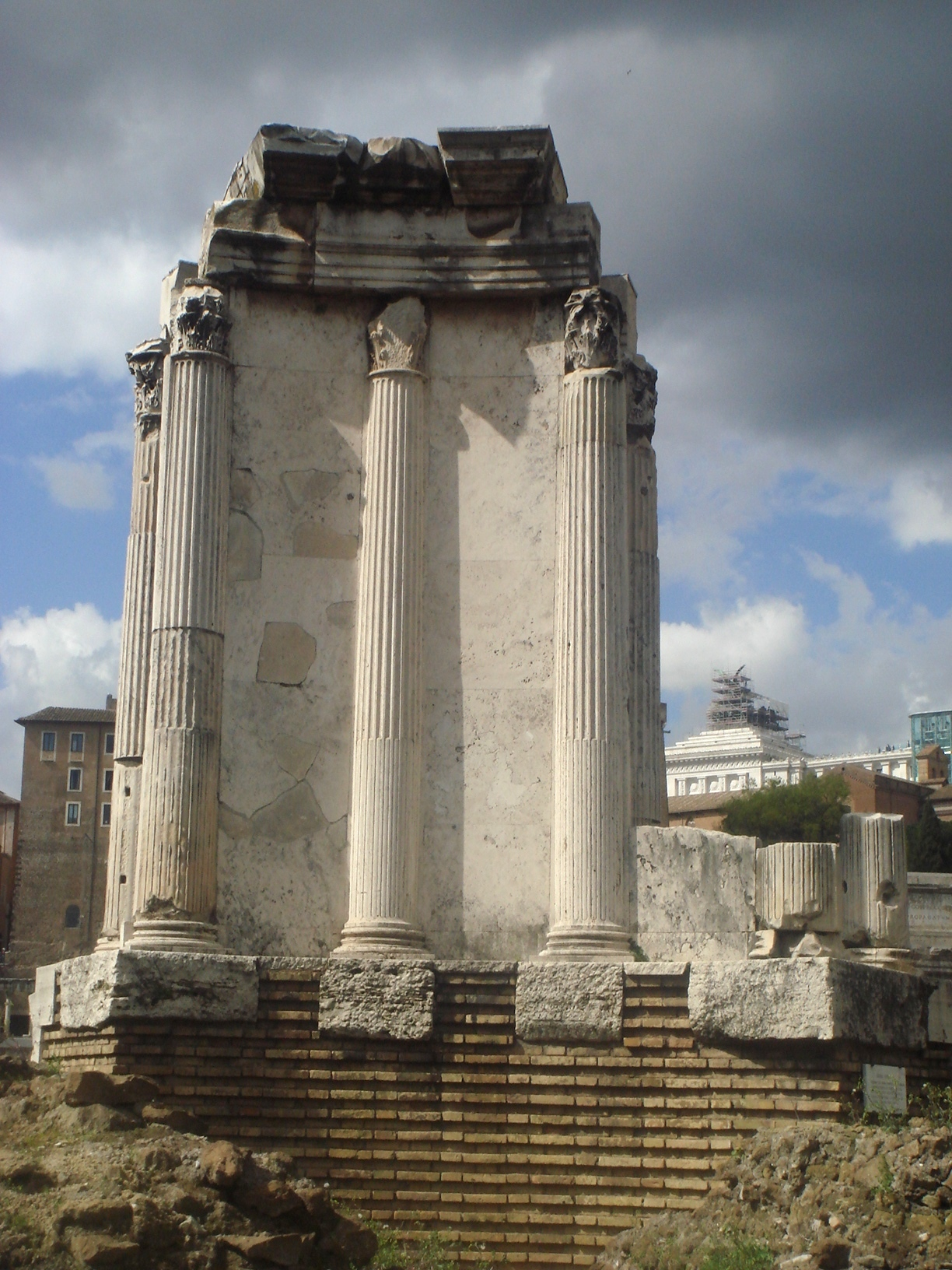
Lato interno

I resti attualmente visibili appartengono ad una parziale ricostruzione moderna dell'ultima fase dell'edificio, che comprende alcuni elementi originali in marmo completati in travertino. In questa fase il tempio monoptero era costituito da un podio circolare in opera cementizia rivestito da lastre di marmo, dal diametro di circa 15 metri, che sosteneva la cella rotonda; dal podio sporgevano i piedistalli per le venti colonne corinzie che costituivano la peristasi. L'edificio doveva essere coperto da un tetto tronco-conico, con un buco centrale per i fumi del fuoco acceso all'interno.
La sua forma circolare venne ricondotta sia dalle fonti antiche (Ovidio, Fasti, 6, 261-262), sia nei primi studi archeologici, alla forma delle originarie capanne della Roma dell'VIII e VII secolo a.C., a causa anche della antichissima istituzione del culto di Vesta nella religione romana. Nel De verborum significatione dell’enciclopedista romano Marco Verrio Flacco (I sec. a.C. - I sec. d.C.), opera arrivata a noi solo in una forma mutila e compendiata da autori più tardi, si legge che Numa Pompilio volle che il tempio fosse circolare (ad pilæ similitudinem) per ricordare in tal modo la forma della terra, la cui sfericità infatti egli sosteneva convintamente.
I resti dell'elevato di un podio in blocchi di tufo dell'Aniene, che sorgono sopra la fondazione, in passato attribuito ad una ricostruzione di epoca augustea dopo l'incendio del 14 a.C., sono stati in seguito attribuiti ad epoca più antica (I secolo a.C.).

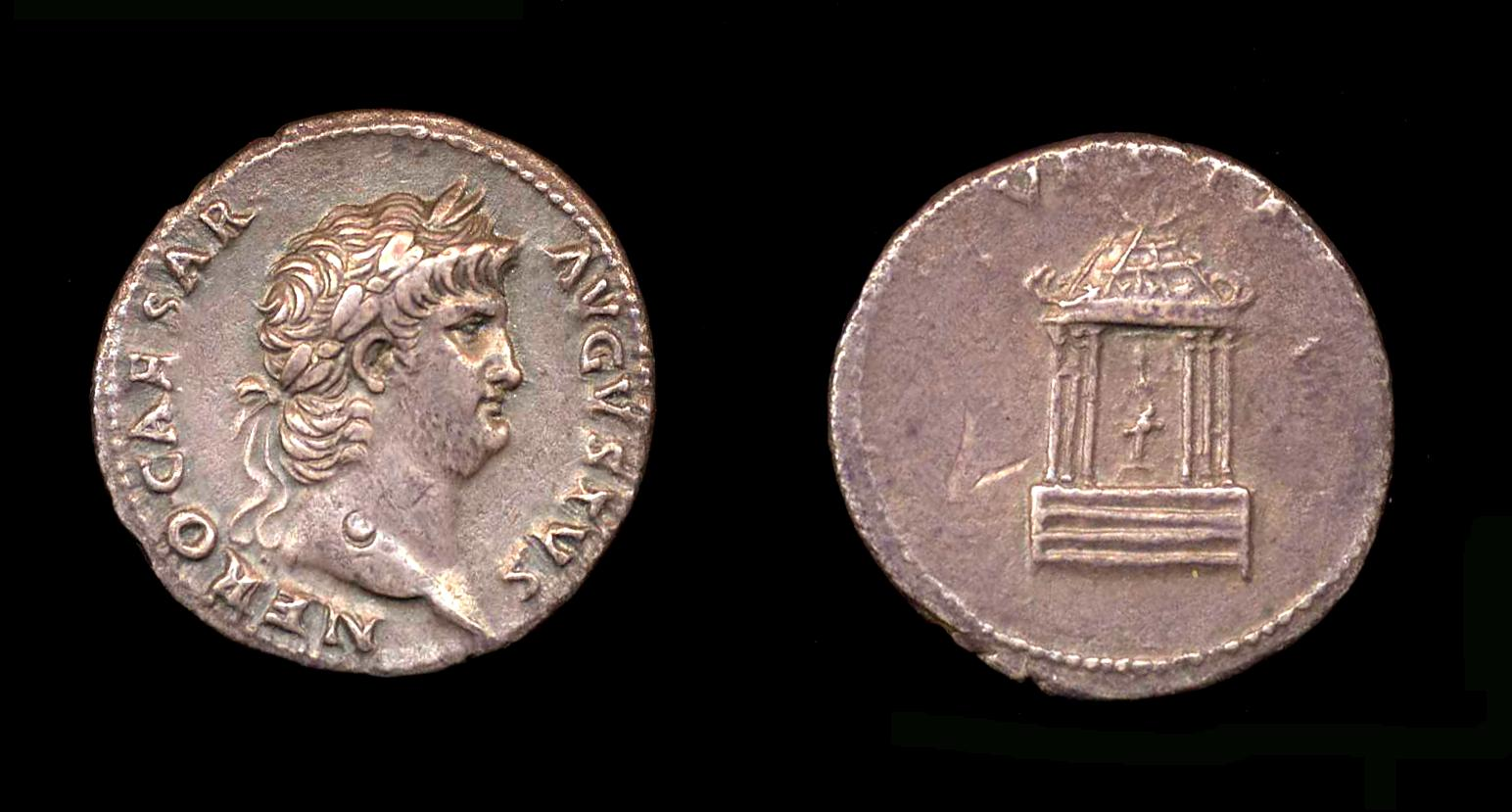
Denario di Nerone con il tempio di Vesta sul rovescio

Si ipotizza quindi una ricostruzione dopo il grande incendio del 64 d.C., contemporaneamente allo spostamento e ingrandimento della casa delle Vestali: il tempio venne infatti rappresentato in monete dell'epoca di Nerone e dei successivi imperatori Flavi.
Nel tempio è stato scoperto un pozzo, dove venivano riposte le ceneri del fuoco, in vista della cerimonia annuale, quando venivano raccolte per essere gettate nel Tevere a conclusione di un rito religioso legato a Vesta.
Una raffigurazione del tempio su un rilievo dell'epoca traianea attualmente alla Galleria degli Uffizi di Firenze lo mostra di ordine ionico, e con il podio a cui si addossano i piedistalli delle colonne, quindi conservati nella successiva fase severiana.

## Penus Vestae
Nel tempio l'area più sacra, interdetta all'accesso di chiunque tranne che delle Vestali, era il Penus Vestae, un sancta sanctorum dove erano conservati una serie di oggetti dall'altissimo valore simbolico, risalenti alle fondazioni mitologiche della città.
Tra questi il Palladio, il simulacro arcaico di Pallade Atena e che Enea aveva portato da Troia, e il fascinus populi romani, la forza generatrice maschile nella forma del fallo.
Forse il penus, la cavità dove erano riposte le reliquie, è identificabile con una cavità di forma trapezoidale che si apre sul podio e che è accessibile solo dalla cella, e che misura 2,30 x 2,50 metri.